# Холт, Гэри
Гэ́ри Уэйн Холт (англ. Gary Wayne Holt, род. 4 мая 1964, Ричмонд) — американский гитарист из района залива Сан-Франциско, по праву называющийся «крёстным отцом» трэш-метала. Он является гитаристом, руководителем и основным автором песен трэш-метал группы Exodus и был участником Slayer с 2011 по 2019 год, заменив Джеффа Ханнемана на временной основе из-за болезни в 2011 году и на постоянной основе после смерти Ханнемана в мае 2013 года.

## Биография

### Exodus (с 1981 г.)
После того, как гитарист Тим Агнелло покинул Exodus в 1981 году, Холт присоединился к группе и с тех пор является основным автором песен. После ухода Кирка Хэммета из Exodus в 1983 году, чтобы присоединиться к Metallica. Холт определял вектор развития группы в течение всех лет существования коллектива. И в течение многих лет, во время пребывания Рика Ханолта в группе, Гэри Холт и Рик Ханолт образовывали так называемый "H-Team", легендарный гитарный трэш-метал дуэт, состоящий из пионеров этого жанра. Также Холт – единственный участник Exodus, который играл на всех альбомах. Однако в туре последнего альбома группы, Persona Non Grata, он не принимал участие, так как был занят в прощальном туре группы Slayer, тогда его временно заменил гитарист группы Heathen Крэйген Люм.

### Slayer (2011 – 2019 гг.)
12 февраля 2011 года было объявлено, что Холт временно заменит Джеффа Ханнемана в группе Slayer во время их тура European Carnage Tour вместе с Megadeth. Холт также играл со Slayer на концерте Big 4 в Индио, штат Калифорния, 23 апреля 2011 г., а также на фестивале Fun Fun Fun Fest в Остине, штат Техас, 6 ноября 2011 г. Позднее было подтверждено, что Холт является постоянным участником Slayer без отрыва от его основной группы Exodus после того, как Ханнеман умер 2 мая 2013 года, и оставался в группе до их распада после завершения их прощального тура 2018–2019 годов. Он также записал ряд гитарных соло в альбоме Slayer 2015 года Repentless.
Однако во время европейского тура Slayer Гэри выбыл из группы в связи со смертельной болезнью отца. Его заменил бывший гитарист группы Machine Head Фил Деммел.

### Другие работы
В октябре 2008 года Холт выпустил обучающее видео по игре на гитаре под названием «A Lesson in Guitar Violence». Он также продюсировал второй альбом Warbringer, Waking into Nightmares. В 2019 году Гэри Холт участвовал в записи песни «Cheapside Sloggers» из альбома Rewind, Replay, Rebound датской рок-группы Volbeat.
Также Гэри принял участие в записи одноимённого дебютного альбома супергруппы Metal Allegiance.

## Музыкальные влияния
Основное влияние на игру Холта оказали Ричи Блэкмор, Майкл Шенкер, Ангус Янг, Тони Айомми, Ули Джон Рот, Матиас Джабс, Тед Ньюджент и Принс.
Его любимые группы – Venom, Motörhead, Black Sabbath, ранние Iron Maiden и Judas Priest.

## Оборудование
Холт является эндорсером ESP Guitars с сентября 2014 года и имеет фирменную версию модели Eclipse. Также Гэри Холт сотрудничал с Schecter Guitar Research, где у него также были свои подписные модели. Он также использовал гитары Ibanez, BC Rich, Jackson Guitars, Bernie Rico Jr. и Yamaha.
Для усиления в настоящее время он использует ENGL Savage 120 в Exodus, а также процессор Kemper Profiling. С 2022 года пользуется кабинетами Arachnid, имеет свою фирменную модель. В прошлом он использовал модифицированные усилители Marshall JCM800, Mesa Boogie Mark III, Marshall JVM, Peavey Triple XXX и ENGL Savage 120.
В Slayer Гэри Холт использовал усилители Marshall Silver Jubilee, DSL100H and Marshall JVM и рэк Джеффа Ханнемана.

## Личная жизнь
Гэри Холт женат на Лизе Пертиконе (англ. Lisa Perticone) и имеет двух дочерей. Пара живёт в Калифорнии.
Холт – атеист. Гэри качественно переоценил свои взгляды на жизнь, образ жизни. В октябре 2017 года он стал веганом. А c 2021 года перестал употреблять спиртные напитки. По словам Гэри, перестав употреблять спиртное, он стал лучше играть и стал более сосредоточенным, чем когда-либо, и стал чувствовать себя просто потрясающе.
Помимо музыки, Холт любит иностранные и исторические фильмы. По словам Холта, трек «War Is My Shepherd» из альбома Tempo of the Damned представляет собой трактат о «религиозной» и «военной» позиции Америки и о том, как, по его мнению, эти два убеждения несовместимы друг с другом.
Холт поддержал Барака Обаму на президентских выборах 2008 года. На выборах 2004 года Холт поручился за Джона Керри. В 2017 году он назвал президента Дональда Трампа «серийным лжецом» и «позором для этой страны, этого мира и всех, кто в нем живет».
17 декабря 2018 года умер его отец Билли Чарльз Холт (родился 6 июля 1933 года).

## Дискография
Exodus
- 1982 1982 Demo
- 1985 Bonded by Blood
- 1987 Pleasures of the Flesh
- 1989 Fabulous Disaster
- 1990 Impact Is Imminent
- 1991 Good Friendly Violent Fun
- 1992 Lessons in Violence
- 1992 Force of Habit
- 1997 Another Lesson in Violence
- 2004 Tempo of the Damned
- 2005 Shovel Headed Kill Machine
- 2007 The Atrocity Exhibition... Exhibit A
- 2008 Let There Be Blood
- 2008 Shovel Headed Tour Machine: Live at Wacken & Other Assorted Atrocities
- 2010 Exhibit B: The Human Condition
- 2014 Blood In, Blood Out
- 2021 Persona Non Grata

Slayer
- 2015 – Repentless
- 2019 - The Repentless Killogy

Asylum
- 1990 Asylum (Demo)

Destruction
- 2008 D.E.V.O.L.U.T.I.O.N.

Heathen
- 2009 The Evolution of Chaos (гостевое появление на одной песне)

Hypocrisy
- 2005 Virus

Laughing Dead
- 1990 Demo 1990 (Demo)

Metal Allegiance
- 2015 – Metal Allegiance [Gift of Pain]

Panic
- 1991 Epidemic

Under
- 1998 Under (EP)

Warbringer
- 2009 Waking into Nightmares

Witchery
- 2010 Witchkrieg

## Внешние ссылки
- Интервью Гэри Холта радио Metal Express (май 2004)